# Torpedflygplan

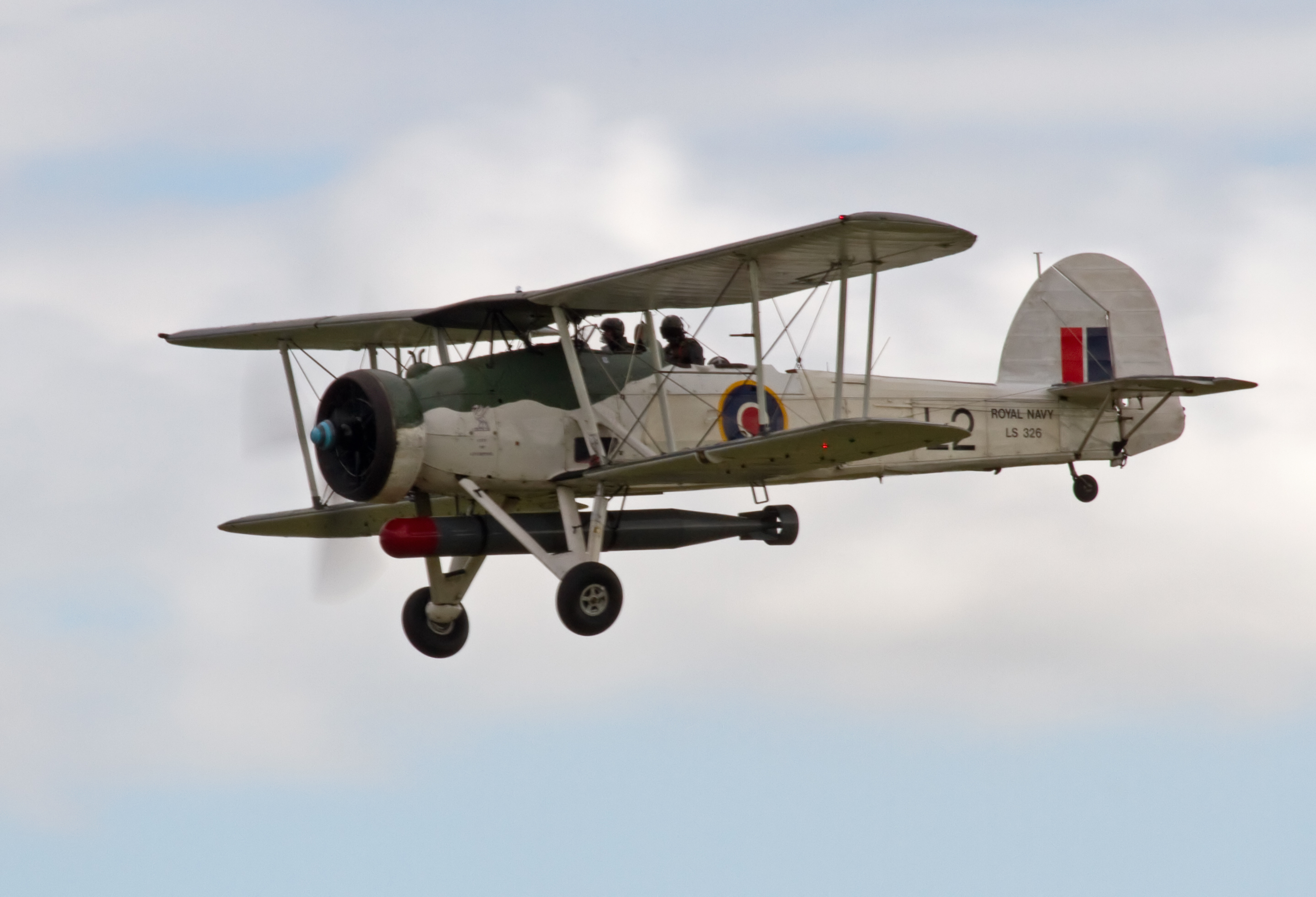
Ett brittiskt torpedflygplan av typen Fairey Swordfish.

Torpedflygplan (svenskt flygvapenprefix: T), även torpedbombflygplan eller "torpedbombare" för kort, är stridsflygplan som är speciellt konstruerade för att fälla torpeder, vilka hade sin storhetstid framför allt under första och andra världskriget, samt mellankrigstiden, men som idag till stor del helt ersatts av konventionella stridsflygplan beväpnade med sjömålsrobotar, samt ubåtsjakthelikoptrar utrustade med målsökande torpeder.
Torpedflygplan har traditionellt varit utformade som marina stridsflygplan utformade med bromskrok för landning på hangarfartyg, eller som sjöflygplan (pontonflygplan, flygbåt) för landning till sjöss och har ofta haft en sekundär roll som havsövervakningsflygplan. De har traditionellt även haft viss förmåga att montera attackraketer, flygbomber och sjunkbomber för ubåtsjakt och kustförsvar.

## Torpedfällning

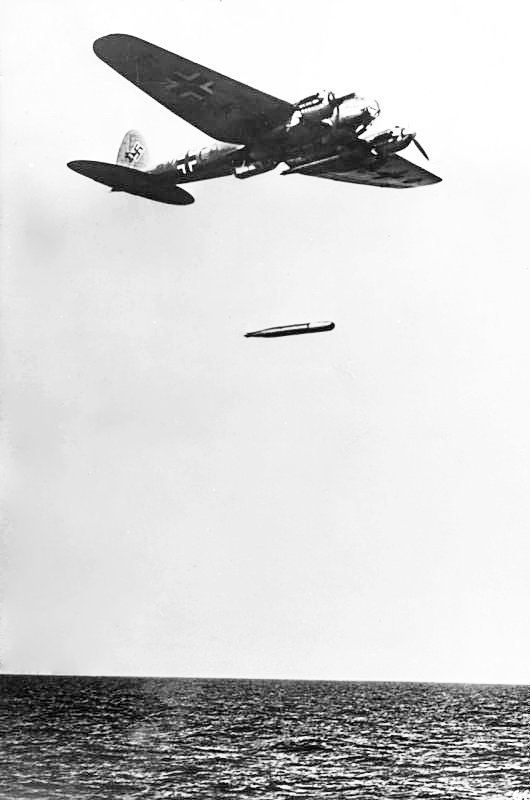
Heinkel He 111 under torpedfällning.

Fällning av flygtorpeder kräver särskilt tillägnad utrustning och fällningsteknik varav torpedflygplan traditionellt är särskilt konstruerade för uppdraget.
Flygburna torpeder (flygtorpeder) brukar vara avsevärt större, tyngre och framför allt längre än de flesta flygbomber vilket kräver att torpedflygplan både har lyftförmåga och utrymme (externt eller internt) för att bära sådan ammunition. Flygtorpeder brukar i allmänhet vara lättare än ubåts- och fartygstorpeder men väger ofta runt 800 till 1000 kilo. Motorn i torpeder kräver ofta viss uppvärmning före fällning varav torpedflygplan traditionellt behövt viss uppvärmningsanordning för detta. 
För fällning behöver flygtorpeder fällas från låg höjd och relativt låg hastighet för att förhindra att torpeden slås sönder eller skadas när den träffar vattnet. Om höljet skadas kan torpeden ta in vatten och sjunka. Samtidigt krävs låg höjd även för att torpeden inte ska fånga vind i luften och tappa avsedd riktning. Torpeder är långsamma och behöver fällas med stor framförhållning för träff mot mål under framfart (gående mål), samtidigt som torpedflygplanet måste se upp för fientlig eld från målfartyget eller närliggande eskort. Torpedflygplanen brukar därför vara avsevärt sårbara för jaktflyg och luftvärn och har sedan robotarnas intåg därför ersatts med mer traditionella stridsflygplan och farkoster utrustade med sjömålsrobotar.

## Torpedflygplan under andra världskriget
Även om de första torpedflygplanen dök upp i slutet av första världskriget var deras storhetstid under andra världskriget, och då inte minst i USA:s marinflyg, där US Navy hade torpedflygplan baserade på hangarfartyg. Efter att USA hade förlorat de flesta av sina slagskepp vid den japanska attacken mot Pearl Harbor blev hangarfartygen med nödvändighet huvudvapnet mot den kejserliga japanska flottan under kriget i Stilla havet. På grund av torpedflygplanens egenskaper led dessa ofta svåra förluster när de sattes in mot stora japanska flottstyrkor, men eftersom en enstaka torpedträff kunde slå ut eller sänka även de allra största fartygen, ansågs de ändå effektiva.

## Torpedflygplan i svenska flygvapnet
I Sverige skedde de första försöken med fällning av torpeder från flygplan år 1924, och då utnyttjades flygbåtar av typen Friedrichshafen FF 49C. Det svenska flygvapnets första torpedflygplan blev tyska Heinkel HD 16, som levererades i januari 1929 och gavs beteckningen T 1, där "T" betyder torpedflygplan, och baserades på flygflottiljen F 2 Hägernäs. 1939 togs Heinkel He 115A-2 i bruk under beteckningen T 2, och kom efter 1945 att utnyttjas för spaning och livräddningsuppgifter. Bombflygplanet Junkers Ju 86, i Sverige betecknat B 3 kom från 1944 också att utnyttjas som torpedflygplan, under den inofficiella beteckningen T 3. En version av den italiensktillverkade Caproni Ca.313, även känd som B 16 och S 16, levererades som torpedflygplan under beteckningen T 16, men befanns snart vara osäker och allmänt undermålig som både bomb- och torpedflygplan, och 1943 hade alla flygplan byggts om och konverterats till spaningsflygplan. Det Saab-tillverkade bombflygplanet B 18 levererades 1947-1948 i en torpedflygversion betecknad T 18B. Emellertid var flygplanet för snabbt för att torpedfällningen skulle fungera bra, och flygplanet beväpnades istället med automatkanon och var därför i praktiken ett attackflygplan. Sedan 1958, då T 18B togs ur tjänst, har svenska flygvapnet inte haft några flygplan betecknade torpedflygplan.